# Serkan Çalık
Serkan Çalık (né le 15 mars 1986 à Dinslaken en Allemagne) est un footballeur turc évoluant au poste d'attaquant au club de Galatasaray.
Il a joué au club de Rot-Weiss Essen avant d'aller en Turquie avec son coéquipier Barış Özbek.
Serkan Çalık a reçu 5 sélections en équipe d'Allemagne espoirs et 1 sélection en équipe de Turquie espoirs.